# 南郡 (中国)
南郡（なん-ぐん）は、中国にかつて存在した郡。秦代から隋代にかけて、現在の湖北省荊州市一帯に設置された。

## 概要
紀元前278年（秦の昭襄王29年）、秦の白起が楚を攻撃し、郢を占領すると、南郡が置かれた。
紀元前206年、項羽が共敖を臨江王として立てると、南郡は臨江国となった。紀元前202年（漢の高帝5年）、臨江国が滅ぼされ、再び南郡が設置された。紀元前155年（景帝2年）、皇子の劉閼于が臨江王として立てられると、南郡は再び臨江国となった。紀元前153年（景帝4年）、劉閼于が死去すると、臨江国は廃止され、また南郡が設置された。紀元前150年（景帝7年）、皇太子劉栄が廃位されて、臨江王となると、南郡はまた臨江国となった。紀元前148年（景帝中2年）、劉栄が自殺すると、臨江国は廃止され、また南郡が設置された。
前漢の南郡は荊州に属し、江陵・臨沮・夷陵・華容・宜城・邔・郢・当陽・中廬・枝江・襄陽・編・秭帰・夷道・州陵・鄀・高成・巫の18県を管轄した。『漢書』によれば、前漢末に12万5579戸、71万8540人があった。
王莽のとき、南順郡と改称された。後漢が建てられると、南郡の称にもどされた。
後漢のとき、南郡は江陵・巫・秭帰・中廬・編・当陽・華容・襄陽・邔・宜城・鄀・臨沮・枝江・夷道・夷陵・州陵・佷山の17県を管轄した。
晋のとき、南郡は江陵・編・当陽・華容・鄀・枝江・旌陽・州陵・監利・松滋・石首の11県を管轄した。
南朝宋のとき、南郡は江陵・華容・当陽・臨沮・編・枝江の6県を管轄した。南朝斉のとき、南郡は江陵・華容・当陽・臨沮・編・枝江の6県を管轄した。
江陵を首都として後梁が成立すると、江陵総管府が置かれた。
587年（開皇7年）、隋が後梁を併呑すると、また江陵総管府が置かれた。600年（開皇20年）、荊州総管府に改められた。607年（大業3年）に州が廃止されて郡が置かれると、荊州は南郡と改称された。江陵・枝江・安興・紫陵・公安・松滋・宜都・長楊・当陽・長林の10県を管轄した。
621年（武徳4年）、蕭銑が滅びると、南郡は唐の荊州となり、南郡の呼称は姿を消した。